# William Anthony Granville
William Anthony Granville, född 4 februari 1864 i Vasa Township, Minnesota, död 1943, var en amerikansk matematiker. Han var rektor för Gettysburgs college 1910–1923.
| ” | Doktor Granville anses vara en av Amerikas mest framstående matematici och är en flitig författare inom sin vetenskap. | „ |
| – Hildebrand, Karl; Fredenholm, Axel, red (1924). ”Hur svenskarna trängde fram i det nya landet”. Svenskarna i Amerika. Stockholm: Victor Pettersons bokindustriaktiebolag. sid. 295. Läst 21 december 2010 | |   |

## Biografi
Granville började sin lärarbana på Bethany College i Lindsborg, där han var handledare i matematik och skolans kassaförvaltare. Under femton år från 1895 var han matematikprofessor på Yale University, där han efter att ha disputerat 1897 erhöll en filosofie doktorsgrad i matematik. Hans doktorsavhandling hette "Referat on the Origin and Development of the Addition-Theorem in Elliptic Functions". Han publicerade ett antal läroböcker i matematik som användes i hela USA.
1910 valdes Granville till rektor på Pennsylvania College i Gettysburg efter ett enhälligt beslut. Under hans rektorstid blev högskolan en ackrediterad institution. Han tjänstgjorde även som ledare för American Federation of Lutheran Brotherhoods.

### Familj
William Anthony Granville, ibland kallad WAG, föddes 4 februari 1864 i Vasa Township, Minnesota. Hans far hette Trued Granville Pearson (f. 1827 i Stoby, Läreda, Skåne) och hans mor Hanna Månsdotter (d. 1895). Trued Granville Pearson skrev självbiografin En skånsk banbrytare i Amerika.
William Anthony Granville gifte sig och fick två döttrar. Han dog 1943 av en hjärtattack.